# Горније
Горније (фр. Gorniès) је насеље и општина у јужној Француској у региону Лангдок-Русијон, у департману Еро која припада префектури Монпелије.
По подацима из 2011. године у општини је живело 113 становника, а густина насељености је износила 3,86 становника/km². Општина се простире на површини од 29,31 km². Налази се на средњој надморској висини од 225 метара (максималној 940 m, а минималној 176 m).

## Демографија
| 1962. | 1968. | 1975. | 1982. | 1990. | 1999. | 2011. |
| ----- | ----- | ----- | ----- | ----- | ----- | ----- |
| 87    | 110   | 109   | 131   | 136   | 121   | 113   |

График промене броја становника у току последњих година